# 四氰合汞(II)酸钾
四氰合汞(II)酸钾是一种配位化合物，化学式为K2[Hg(CN)4]。它是无色晶体，可溶于水。

## 制备
四氰合汞(II)酸钾可由氰化钾和氰化汞反应得到：:
{\displaystyle {\mathsf {Hg(CN)_{2}+2KCN\ {\xrightarrow {}}\ K_{2}[Hg(CN)_{4}]}}}

## 性质
四氰合汞(II)酸钾属立方晶系，空间群Fd3m，晶胞参数a=1.276 nm，Z=8。
它可溶于水和乙醇。
它和三甲基镓在95 °C反应，得到K[Ga(CH3)2(CN)2]和(CH3)2Hg。